# Acantilados de Santo Domingo
Acantilados de Santo Domingo este o arie protejată (arie de protecție specială avifaunistică — SPA) din Spania întinsă pe o suprafață de 9,25 ha, integral pe uscat.

## Localizare
Centrul sitului Acantilados de Santo Domingo este situat la coordonatele 28°23′28″N 16°40′51″W / 28.3911°N 16.6807°V.

## Înființare
Situl Acantilados de Santo Domingo a fost declarat arie de protecție specială avifaunistică în octombrie 2006 pentru a proteja 6 specii de animale.

## Biodiversitate
Situată în ecoregiunea , aria protejată nu include niciun habitat protejat.
La baza desemnării sitului se află mai multe specii protejate de  păsări (6): stârc cenușiu (Ardea cinerea), Bulweria bulwerii, Calonectris diomedea, egretă mică (Egretta garzetta), Puffinus assimilis, turturică (Streptopelia turtur).
Pe lângă speciile protejate, pe teritoriul sitului au mai fost identificate 9 specii de păsări.